# Gabriele Bagnasco
Gabriele Bagnasco (Vercelli, 31 ottobre 1953) è un medico e politico italiano.

## Biografia
Di professione medico, fu eletto consigliere comunale a Vercelli per la Federazione dei Verdi nel maggio 1990 e rieletto il 6 giugno 1993.
Candidatosi a sindaco di Vercelli alle amministrative del 1995, a guida di una coalizione di centro-sinistra formata dai Verdi e dal Partito Democratico della Sinistra, al secondo turno del 7 maggio ebbe la meglio sul candidato del centro-destra Francesco Radaelli, ottenendo il 56,7% dei voti.
Ricandidato per un secondo mandato, venne rieletto il 27 giugno 1999, vincendo al ballottaggio con il 52% dei voti contro Lorenzo Piccioni, candidato del Polo delle Libertà. Al termine dei suoi due mandati da sindaco, Bagnasco fu rieletto nuovamente in consiglio comunale nel 2004 e nel 2009.
Nel 2007 aderì al Partito Democratico e fu eletto consigliere provinciale della Provincia di Vercelli.
Nel 2024 si ricandida alla carica di sindaco di Vercelli con il sostegno di Partito Democratico, Alleanza Verdi e Sinistra e una lista civica: dopo aver preso il 25% al primo turno accede al ballottaggio che perderà contro Roberto Scheda con il 45%.